# Isolepis leucoloma
Isolepis leucoloma là loài thực vật có hoa trong họ Cói. Loài này được (Nees) C.Archer mô tả khoa học đầu tiên năm 1998.